# Żółcień chinolinowa
Żółcień chinolinowa, E104 – organiczny związek chemiczny, zielonkawożółty, spożywczy barwnik chinolinowy. Może być wytwarzana syntetycznie lub też pochodzić od zwierząt. Należy do tzw. szóstki z Southampton.
Dopuszczalne dzienne spożycie wynosi 10 mg/kg masy ciała.

## Zastosowanie

### Przemysł spożywczy
Używana jest jako barwnik do lodów, napojów gazowanych, galaretek i cukierków na kaszel.

### Inne zastosowania
Barwniki kosmetyczne (m.in. w tatuażach), szminki, mydła, pasty do zębów, środki do pielęgnacji włosów, wody kolońskie.

## Zagrożenia
Może działać jako czynnik wyzwalający histaminę. Może powodować: astmę, pokrzywkę, wysypkę, zaczerwienienie (stan zapalny) skóry, nadpobudliwość, anafilaksję. Powinny jej unikać osoby uczulone na aspirynę.
Zgodnie z normami Międzynarodowej Agencji Badania Raka żółcień chinolinowa nie jest klasyfikowana jako czynnik rakotwórczy.

## Regulacje prawne
Jest zakazana w niektórych krajach (np. w USA i Japonii). W Australii po czasowym wycofaniu jej z obrotu, została ponownie zatwierdzona i obecnie znajduje się w wielu produktach spożywczych.
W Wielkiej Brytanii wycofano żółcień chinolinową z żywności w 2009 roku po stwierdzeniu występowania nadpobudliwości u dzieci spożywających napoje zawierających mieszaninę sześciu barwników, wśród których znajdowała się żółcień chinolinowa. Nie zidentyfikowano jednak, które z barwników obecnych w napojach odpowiadają za niekorzystne efekty.